# Diocesi di Eritre

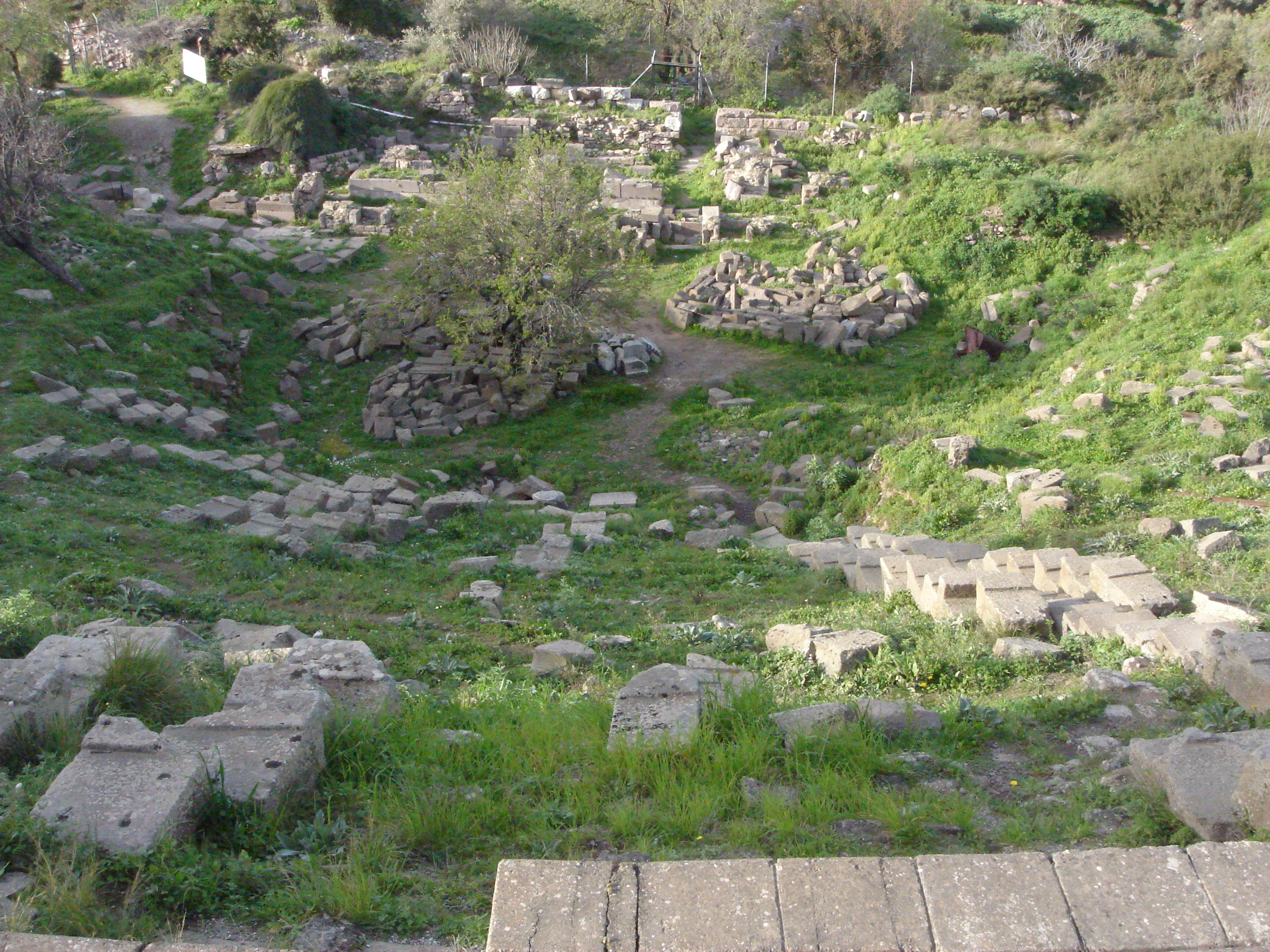
Resti del teatro di Eritre.

La diocesi di Eritre (in latino: Dioecesis Erythraea) è una sede soppressa del patriarcato di Costantinopoli e una sede titolare della Chiesa cattolica.

## Storia
Eritre, nei pressi di Ildırı nell'odierna Turchia, è un'antica sede episcopale della provincia romana di Asia nella diocesi civile omonima. Faceva parte del patriarcato di Costantinopoli ed era suffraganea dell'arcidiocesi di Efeso.
La diocesi è documentata nelle Notitiae Episcopatuum del patriarcato di Costantinopoli fino al XII secolo.
Diversi sono i vescovi documentati di questa antica diocesi. Tichico, che nella Collectio Vaticana è chiamato erroneamente Eutichio, partecipò al concilio di Efeso nel 431. Draconzio non fu presente al concilio di Calcedonia del 451, ma nell'ultima sessione fu rappresentato dal suo metropolita, Stefano di Efeso, il quale firmò gli atti per Draconzio tramite Esperio di Pitane. Teoctisto fu tra i padri del secondo concilio di Costantinopoli nel 553. Eustazio assistette al secondo concilio di Nicea nel 787 e Arsapio al concilio di Costantinopoli dell'869-870 che condannò il patriarca Fozio di Costantinopoli.
La sigillografia ha restituito il nome di due vescovi: Studio, vissuto tra X e XI secolo; e Michele, all'inizio dell'XI secolo. Un altro vescovo, di cui è andato perso il nome, è attestato da un sigillo datato tra XI e XII secolo.
Sono noti poi altri due vescovi di nome Michele: il primo prese parte al sinodo celebrato ad Efeso nel 1167.; il secondo visse nel XIII secolo e fu tra i partecipanti dei sinodi di Efeso nel 1216 e nel 1230. Infine il vescovo Gregorio è documentato dopo il 1292.
Dal XVIII secolo Eritre è annoverata tra le sedi vescovili titolari della Chiesa cattolica; la sede è vacante dal 7 luglio 1964. Negli Annuari Pontifici, soprattutto dell'Ottocento, la sede è chiamata Eritrea.

## Cronotassi

### Vescovi greci
- Tichico (Eutichio) † (menzionato nel 431)
- Draconzio † (menzionato nel 451)
- Teoctisto † (menzionato nel 553)
- Eustazio † (menzionato nel 787)
- Arsapio † (menzionato nell'869)
- Studio † (X/XI secolo)
- Michele I † (inizio dell'XI secolo)
- Anonimo † (XI/XII secolo)
- Michele II † (menzionato nel 1167)
- Michele III † (prima del 1216 - dopo il 1230)
- Gregorio † (dopo il 1292)

### Vescovi titolari
La seguente cronotassi, stabilita in base alla Hierarchia Catholica di Konrad Eubel, confonde la serie dei titolari di Eritre con quella di Eritro.
- Giovanni Filippo Cauti † (9 dicembre 1726 - prima del 9 aprile 1764 deceduto)
- Johann Christian Adam von Königsfeld † (24 aprile 1746 - 6 luglio 1766 deceduto)
- Antonio Cavaleri † (9 aprile 1764 - 15 settembre 1788 nominato vescovo di Agrigento)
- Marcus Dobrebich, O.F.M. † (12 dicembre 1772 - prima del 4 aprile 1784 deceduto)
- Feliks Łukasz Lewiński † (12 settembre 1794 - 29 marzo 1819 nominato vescovo di Podlachia o Janów)
- Luigi Raimondo Vecchietti † (24 luglio 1797 - prima del 26 gennaio 1801 succeduto vescovo di Colle di Val d'Elsa)[16]
- Andrew Scott † (13 febbraio 1827 - 4 dicembre 1846 deceduto)
- José Manuel Pasquel y Losada † (21 gennaio 1847 - 28 settembre 1855 nominato arcivescovo di Lima)
- François-Marie Picaud † (15 maggio 1925 - 12 settembre 1931 nominato vescovo di Bayeux)
- Wilhelm Stockums † (9 febbraio 1932 - 5 agosto 1956 deceduto)
- Demetrio Mansilla Reoyo † (15 novembre 1958 - 7 luglio 1964 nominato vescovo di Ciudad Rodrigo)